# Il ballo delle pazze
Il ballo delle pazze (Le Bal des folles) è un film drammatico francese diretto, co-sceneggiato e co-interpretato da Mélanie Laurent, tratto dall'omonimo romanzo di Victoria Mas. Il film è stato distribuito a partire dal settembre 2021 da Prime Video.

## Trama
Parigi, XIX secolo. Eugénie Clery è una ventiseienne borghese che riesce a vivere la propria vita con relativa libertà: supportata dal fratello minore Théophile in qualsiasi sua iniziativa, la giovane donna riesce a vivere molte esperienze che suo padre disapprova grazie anche a questa complicità. Eugénie nasconde inoltre un segreto di cui soltanto suo fratello è al corrente: la ragazza è in grado di comunicare con i defunti e viene colta da una vera e propria crisi ogni qual volta che ciò accade. Quando tuttavia ciò si verifica davanti all'amata nonna, Eugénie fa l'errore di rivelare il suo segreto anche a lei: la notizia arriva a tutti i membri della sua famiglia, e così suo padre decide di farla internare nell'ospedale psichiatrico la Pitié-Salpêtrière, diretto dal medico Jean-Martin Charcot, vera e propria celebrità che non lesina nell'utilizzare alcune sue pazienti come cavie durante lezioni e dimostrazioni.
Eugénie riesce immediatamente a fare amicizia con altre pazienti: alcune di loro sono realmente instabili, altre sono ricoverate per motivi simili ai suoi. In quest'ultima categoria è presente Louise, una donna che è stata circuita da uno dei medici della struttura e che viene utilizzata continuamente dal direttore durante le sue dimostrazioni. Eugénie dà dimostrazione dei propri poteri, tuttavia il personale continua a considerarla folle e il direttore la sottopone a terribili terapie. Una speranza sembra accendersi quando dimostra all'infermiera Geneviève Gleizes di poter parlare con la sorella defunta di quest'ultima: l'infermiera rimane colpita anche da un incontro con Théophile e così decide di dare una possibilità alla paziente.
Quest'ultima riesce a recepire un messaggio della defunta e in questo modo salva la vita del padre dell'infermiera: l'uomo reagisce tuttavia molto male quando scopre quanto accaduto, additando Eugénie di stregoneria e la sua stessa figlia di pazzia. Nei giorni successivi, Louise rimane parzialmente paralizzata in seguito ad una dimostrazione andata male: Eugénie urla come la colpa di ciò sia da ricercarsi nei trattamenti del direttore, che la condanna dunque ad un duro isolamento durante il quale subisce numerosi abusi da parte di un'altra infermiera. Eugénie riesce a comunicare con la defunta madre di quest'ultima, che continua tuttavia ad assumere atteggiamenti terribili verso di lei e la addita di stregoneria. La Gleigez decide nel frattempo di aiutare la donna ad uscire dall'isolamento: dopo aver fatto rubare la chiave della cella ed averle fatto visita, l'infermiera convince il direttore a liberarla a causa delle sue precarie condizioni di salute.
Nei giorni successivi le pazienti si preparano per il grande evento del momento: il ballo annuale in cui le pazienti hanno modo di danzare con uomini che si recano lì appositamente per quello. Mentre molti di loro circuiscono ed adescano diabolicamente le pazienti e un medico stupra l'ormai inferma Louise, la Gleizes e Théophile portano avanti un piano per liberare Eugénie: la confusione generata dal ballo permette loro di ottenere tale risultato, tuttavia non senza che l'infermiera che aveva fatto da carceriera ad Eugénie durante l'isolamento non si renda conto di cosa stia accadendo. Eugénie è ora libera di vivere la sua vita lontana dalla società oppressiva del suo tempo: la Gleizes rimane tuttavia nell'ospedale, venendo ora internata alla stregua di qualsiasi altra paziente.

## Produzione
Nel 2020 è stato annunciato che Mèlanie Laurent avrebbe diretto una trasposizione de Il ballo delle pazze di Victoria Mas. Le riprese hanno avuto inizio nel novembre 2020.

## Distribuzione
Presentato in anteprima al Toronto International Film Festival 2021, il film è stato distribuito da Prime Video a partire dal 17 settembre 2021. Si tratta del primo lungometraggio francese ad essere stato distribuito come opera originale da Prime Video.

## Accoglienza
Sull'aggregatore Rotten Tomatoes il film riceve l'86% delle recensioni professionali positive con un voto medio di 7,1 su 10 basato su 56 critiche, mentre su Metacritic ottiene un punteggio di 72 su 100 basato su 10 critiche.